# Attalea fairchildensis
Attalea fairchildensis är en enhjärtbladig växtart som först beskrevs av Sidney Frederick Glassman, och fick sitt nu gällande namn av Scott Zona. Attalea fairchildensis ingår i släktet Attalea och familjen Arecaceae.
Artens utbredningsområde är Colombia. Inga underarter finns listade i Catalogue of Life.